# Ferdinand Fleck

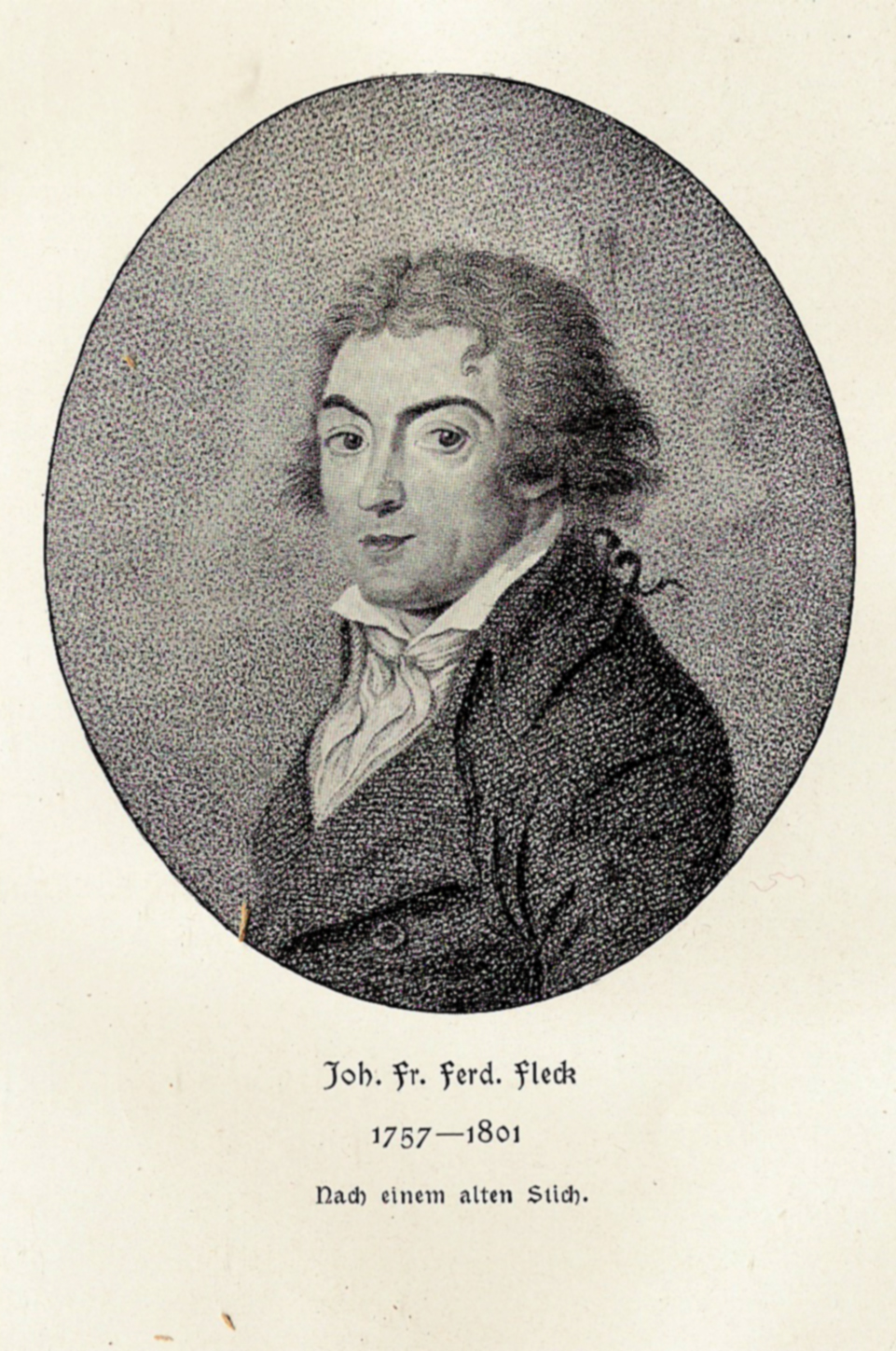
Ferdinand Fleck

Johan Friedrich Ferdinand Fleck, född 10 juni 1757 i Breslau, död 20 december 1801 i Berlin, var en tysk skådespelare.
Fleck avbröt sina teologiska studier i Halle, debuterade 1777 i Leipzig, var 1779-83 anställd vid teatern i Hamburg, från 1782 också som konstnärlig ledare, och sedan 1783 vid Döbbelins teater i Berlin, 1790-96 som regissör. Fleck var en av den unga tyska teaterns mest lysande begåvningar, ett flammande, men oberäkneligt geni, som med samma glans gestaltade skådespelets och komedins hjältar och karaktärer. Bland Flecks roller märks Kung Lear, Götz von Berlichingen, Karl Moor i Rövarbandet, samt Wallenstein och jägmästaren i Jägarna.